# La Voie de l'ennemi (film)
Pour plus de détails, voir Fiche technique et Distribution.
La Voie de l'ennemi (Two Men In Town) est un film policier algéro-franco-américain coproduit, coécrit et réalisé par Rachid Bouchareb, sorti en 2014.
Initialement intitulé Bill's Law, ce film est adapté de Deux hommes dans la ville de José Giovanni, sorti en 1973,.

## Synopsis
William Garnett, ancien membre d’un gang du comté de Luna, dans le sud du Nouveau-Mexique, vient de passer dix-huit ans en prison pour meurtre. Converti à l'Islam et en quête de réinsertion, il bénéfice d'une libération conditionnelle pour bonne conduite et essaie de changer de vie. Il se lie d'amitié avec Emily Smith, son officière de probation, qui vient d'être transféré à Luna, petite ville du Nouveau-Mexique.
Toutefois, lorsque Garnett commence à profiter de sa liberté et à connaitre le bonheur, il est malheureusement rattrapé par son passé. Entre le shérif Agati, qui veut se venger du meurtre de son adjoint, tué vingt ans plut tôt, et son ancien gang qui le harcèle pour le faire revenir, Garnett sent ses vieux démons remonter à la surface.

## Fiche technique
- Titre français : La Voie de l'ennemi
- Titre original : Two Men In Town
- Titres de travail : Enemy Way, puis Bill's Law[1],[3]
- Réalisation : Rachid Bouchareb
- Scénario : Rachid Bouchareb, Olivier Lorelle et Yasmina Khadra, d'après le scénario de Deux hommes dans la ville écrit par José Giovanni
- Décors : Yan Arlaud
- Montage : Yannick Kergoat
- Musique : Éric Neveux
- Photographie : Yves Cape
- Production : Jean Bréhat, Rachid Bouchareb, Jérôme Seydoux, Mustapha Orif, Jonathan Blumental, Paul Giovanni, Muriel Merlmin, Allen Bain
- Sociétés de production : AARC, Tessalit Productions et Pathé
- Sociétés de distribution :  Pathé Distribution
- Pays d’origine :  Algérie,  France,  États-Unis,
- Budget : 20 millions de dollars[4]
- Langues originales : anglais, espagnol
- Durée : 118 minutes
- Format : couleur - 2.35:1
- Genre : policier
- Dates de sortie [3] :
  -  Allemagne : 6 février 2014 (Berlinale 2014)
  -  France : 7 mai 2014

## Distribution
- Forest Whitaker (V. F. : Emmanuel Jacomy) : William Garnett
- Harvey Keitel (V. F. : Michel Papineschi) : le shérif Bill Agati
- Brenda Blethyn (V. F. : Francine Laffineuse) : Emily Smith
- Luis Guzmán (V. F. : Pablo Andres) : Terence
- Dolores Heredia : Teresa
- Ellen Burstyn (V. F. : Nicole Valberg) : la mère de Garnett
- Tim Guinee (V. F. : David Manet) : Rod

Source et légende : Version française (VF) selon le carton de doublage.

## Production

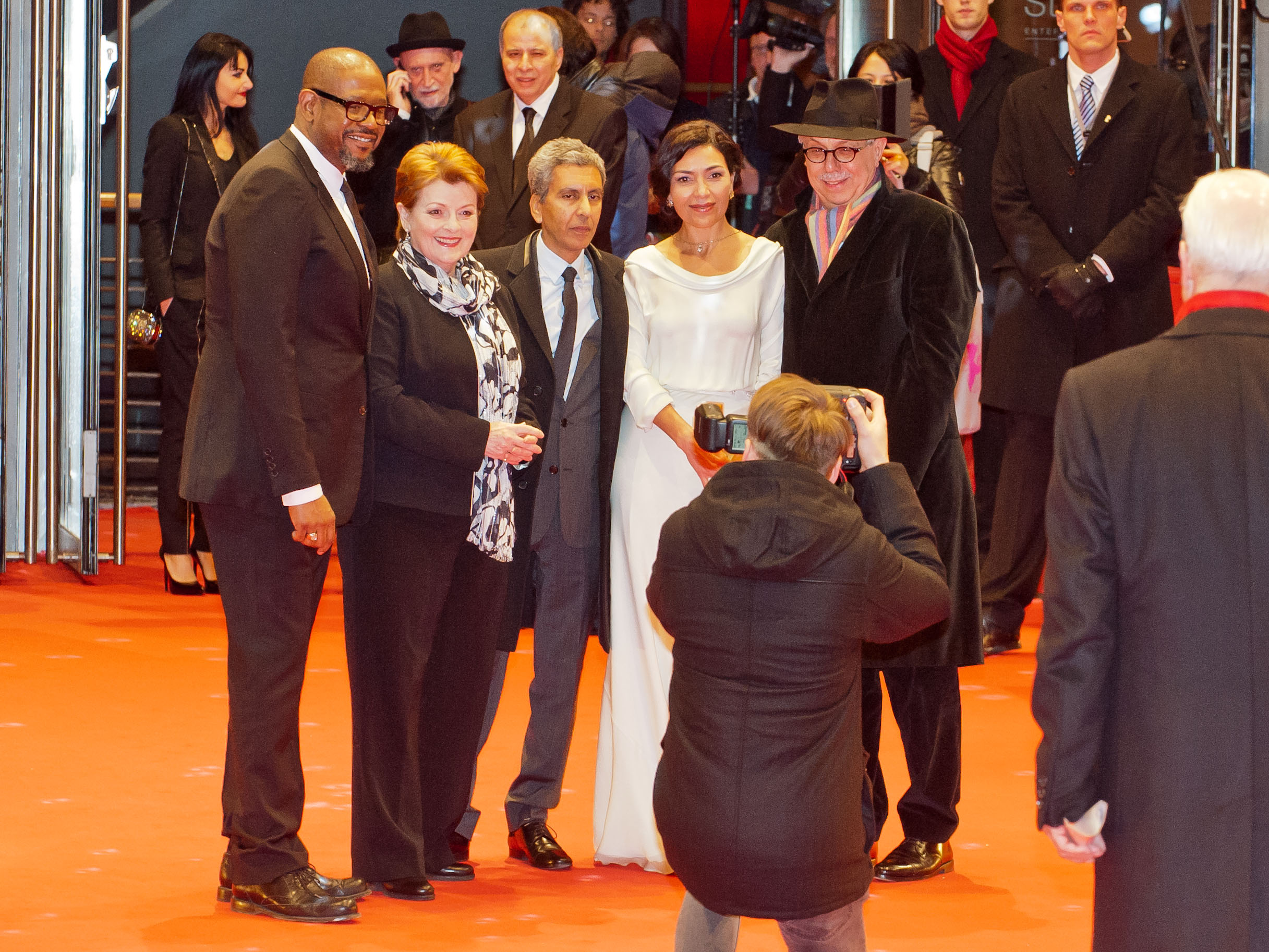
Une partie du casting lors de la Berlinale 2014

### Genèse et développement
En 2011, Rachid Bouchareb annonce la volonté de faire une « trilogie américaine » portant sur les relations entre les États-Unis et le « monde arabe », devant débuter avec le buddy movie Belleville Cop, avec Jamel Debbouze et Queen Latifah. Elle commence finalement avec le téléfilm Just Like a Woman, road movie avec Sienna Miller et Golshifteh Farahani diffusé en 2012. Le second film de cette trilogie est donc La Voie de l'ennemi. Le film est produit avec l'aide de l'Agence Algérienne pour le Rayonnement Culturel.
Le film s'inspire de Deux hommes dans la ville, film franco-italien de José Giovanni avec Jean Gabin et Alain Delon, qui fustigeait la peine de mort. Certains dialogues originaux sont mêmes conservés dans le film de Rachid Bouchareb.

### Attribution des rôles
Bien qu'étant produit avec le soutien de l'Agence Algérienne pour le Rayonnement Culturel, il n'y a pas d'acteurs ou actrices algériens dans le film. Le réalisateur déclare à ce propos « La présence algérienne n’y est pas tout simplement parce que dans l’histoire il n’y en a pas. Je suis la présence algérienne de ce film ».
Le réalisateur voulait absolument travailler avec Forest Whitaker : « Quand j’ai rencontré Forest, je n’avais pas de film, pas d’histoire ; nous avions juste envie de travailler ensemble, de construire quelque chose. Je voulais l’impliquer dans ce récit d’immigration car c’est une question qui me passionne ». Le scénario se développe alors autour d'un personnage imaginé autour de Whitaker, qui participe également à l'élaboration du script. Rachid Bouchareb déclare que l'acteur était le seul capable de comprendre son désastreux anglais. De plus, il pense que l'acteur apporte une touche particulièrement américaine à l'histoire.
Rachid Bouchareb construit son film en fonction des acteurs choisis. Ils développent ensemble des personnages sur mesure et adaptent le scénario en fonction. Rachid Bouchareb explique que c'est « pourquoi au début du film le personnage de Forest parle peu. Tout repose sur une interprétation intérieure ». Il ajoute : « Luis Guzmán me faisait peur dans ses rôles de méchants. Son interprétation dans le film L'Impasse au côté de Al Pacino est bluffante ».
À noter que Forest Whitaker et Harvey Keitel avaient déjà tourné ensemble dans Smoke, sorti en 1995.

### Tournage
Le tournage débute en avril 2013 et dure 9 semaines,. Il a eu lieu au Nouveau-Mexique, notamment à Albuquerque, Deming et Belen,.

## Sortie
L'avant-première du film a eu lieu en Algérie, le 8 février 2014.

## Distinctions

### Nominations et sélections
- Berlinale 2014 : sélection officielle